# Джеймс Моррісон (джазовий музикант)
Джеймс Ллойд Моррісон (нар. 11 листопада 1962) — австралійський джазовий музикант, мультиінструменталіст.  Найбільш відомий як трубач, також грає на сопрано, альтовому, теноровому, та баритон саксофонах, кларнеті, флюгельгорні, тромбоні, евфоніумі, тубі, контрабасі, гітарі та фортепіано. Моррісон — композитор, що пише джазові твори для ансамблів різних складів та різного професійного рівня.
Він написав та виконав композицію (фанфари) на відкриттіЛітніх Олімпійських Ігор 2000 року у Сіднеї. У липні 2013 року він диригував  World's Largest Orchestra, що включав 7, 224 музикантів, у Брисбені на стадіоні Санкорп.
У березні 2015 року відкрив Музичну академію Джеймса Моррісона у Mount Gambier, Південній Австралії. 

## Біографія

### Ранні роки
Джеймс Ллойд Моррісон народився 11 листопада 1962 року у Boorowa у фермерській общині, де його батько, Джордж Моррісон був місіонером церкви методистів. Моррісон виріс у музичній сім'ї: його мати грала на альт саксофоні, фортепіано та органі, сестра — на трубі, а його старший брат — Джон Моррісон, був джазовим барабанщиком. Його сім'я жила у різних містах через християнську місію батька, доки не осіла у Піттвотері. З семи років Моррісон почав грати грати на корнеті, що належав старшому брату.
Моррісон закінчив середню школу та Вищу школу у Піттвотері, потім вступив до Сіднейської Академії Музики, де проходив курси джазової музики. За навчання у Академії він зустрів Дона Бароуза, що став його наставником. У лютому 1981 він став членом факультету своєї Академії.

### Morrison Brothers
У 1983 році Моррісон та його брат Джон створили бенд з 13 музикантів, який назвали Morrison Brothers Big Bad Band. Станом на березень 1984 їх бенд включав Моррісона(труба, тромбон та фортепіано), його брата Джона(ударні), Ворвіка Адлера(труба), Пола Ендрю(альт саксофон), Тома Бейкера(альт та баритон саксофони), Пітера Кроса(труба), Глена Генріха(вібрафон), Джейсона Морфета(тенор саксофон) та Крейга Скота (бас). 
 Група записала свій дебютний альбом, A Night in Tunisia, у 1984, на студії ABC Records як частину серії Don Burrows Collection. Заголовний трек («Night in Tunisia») — джазовий стандарт, написаний Дізі Гіллеспі; інший, «Burrows Bossa», написаний самим Моррісоном. Через рік він перезаписав цю композицію на альбомі Burrows at the Winery, використавши при записі трубу, тромбон та флюгельгорн. Альбом був записаний наживо на виноробні Rothbury Estate Winery [Архівовано 9 серпня 2016 у Wayback Machine.], де Morrison Brothers Big Bad Band також записали свій альбом, Live at the Winery.
Джеймс Моррісон та його брат Джон також працюють разом над іншими проектами.

### Співпраця з іншими музикантами
Моррісон здійснив(перший з австралійців) з Дізі Гіллеспі, Доном Бароузом, Реєм Чарльзом та Бі Бі Кінгом у 1990 році світове турне. Також співпрацював з Реєм Брауном, Вінтоном Марсалісом, Греймі Лілом, Френком Сінатрою, Кебом Келовейем, Джоном Фадісом, Вуді Шоу, Вітні Гюстон, Артуро Сандовалем, Філом Старком, Джорджем Бенсоном, Гербі Генкоком, Квінсі Джонсом, та Редом Родні.
У 1999 співпрацював з Джиною Джефрі та з The Idea of North над піснею «Blue Christmas», яка була включена у альбом Джефрі Christmas Wish.
У 2005 він був запрошеним солістом на концерті Black Dyke Band, а у 2007 його знову запросили зіграти з ними у Манчестері і в Лондоні. У 2003 Моррісон заснував групу On The Edge разом з німецьким клавішником та композитором Саймоном Штокгаузом (CD був записаний на Morrison Records)
Також довго співпрацював з композитором та піаністом Лало Шифріним, та записав CD для музичної серії Шифріна «Jazz Meets the Symphony». Диск включав записи з Лондонським Симфонічним оркестром та з Чеським національним симфонічним оркестром.
Відкриття та розвиток молодих музичних талантів є важливою складовою діяльності Моррісона. Він спонсує стипендії для молодих музикантів та активно грає з декількома молодими бендами. Його співпраця з проектом Generations in Jazz продовжується уже три десятиліття, і зараз він є головою цієї організації.

## Інструменти
Гарно володіючи музичними інструментами, Моррісон також часто бере участь у процесі створення нових інструментів. На початку 2010 року він уклав угоду з австрійським виробником мідних інструментів «Schagerl», і вони почали виробляти серію «підписаних» моделей. Виробництво включає дві серії — кастомну, ручної збірки  «Meister» та професіональну серію «Academica». В обох серіях виготовляються труби та тромбони, а  серія «Meister» також включає флюгельгорн та бас трубу.

## Студії звукозапису
Моррісон також відкрив власну студію звукозапису, що розташована у Сіднеї. На студії записуються австралійські джазові музиканти.

## Нагороди і відзнаки
9 червня 1997 був прийнятий до Ордену Австралії (AM) з таким визначенням — «за службу музиці, особливо джазу, і за підтримку молодих музикантів».  На ARIA Music Awards  2010 року Моррісон разом з  The Idea of North переміг у номінації «Найкращий джазовий альбом» за альбом  Feels Like Spring. Був номінований у тій же самій категорії у 1992 за Manner Dangerous, у 1993 за Two the Max (у співпраці з Реєм Брауном), у 2002 за Scream Machine, у 2008 за The Other Woman (у співпраці з Дені Хайнс) і у 2012 році за альбом Snappy Too. 

## Особисте життя
Джеймс Моррісон одружений з Джуді Грін, міс Австралії 1987 року. Пара одружилась у 1988 і зараз у них троє дітей.

## Дискографія
- 1984 — A Night in Tunisia — James Morrison & The Morrison Brothers Big Bad Band
- 1984 — Live at the Winery — James Morrison & The Morrison Brothers Big Bad Band
- 1988 — Postcards from Downunder
- 1989 — Swiss Encounter — James Morrison & Adam Makowicz
- 1990 — Snappy Doo
- 1991 — Manner Dangerous
- 1992 — Two the Max
- 1993 — This Is Christmas
- 1994 — Live in Paris — James Morrison and The Hot Horn Happening
- 1996 — Live at the Sydney Opera House — James Morrison with his Big Band
- 1998 — Quartet
- 1998 — Three Minds
- 1999 — European Sessions
- 2001 — Scream Machine
- 2002 — So Far So Good
- 2003 — On the Edge — with Simon Stockhausen
- 2005 — Gospel Collection
- 2006 — 2x2 — James Morrison and Joe Chindamo
- 2006 — Gospel Collection Volume II
- 2007 — Christmas
- 2007 — The Other Woman — James Morrison and Deni Hines
- 2010 — Feels Like Spring — James Morrison and The Idea of North
- 2010 — Three's Company — James Morison with Phil Stack and James Muller
- 2011 — Snappy Too — James Morrison plays a whole big band with Jeff Hamilton on drums.
- 2012 — Live at Edge — James Morrison performs classic gospel hymns live with the Edge Church musicians.
- 2013 — World's Biggest Orchestra — James Morrison promotes and conducts the world's biggest orchestra.
- 2014 — A to Z of Jazz
- Burrows at the Winery (1984)

З Лало Шифріним
- More Jazz Meets the Symphony (Atlantic, 1993)
- Firebird: Jazz Meets the Symphony No. 3 (Four Winds, 1995)
- Metamorphosis: Jazz Meets the Symphony#4 (Aleph, 1998)